# Montgomery (Ohio)
Montgomery es una ciudad ubicada en el condado de Hamilton en el estado estadounidense de Ohio. En el Censo de 2010 tenía una población de 10251 habitantes y una densidad poblacional de 746,92 personas por km².

## Geografía
Montgomery se encuentra ubicada en las coordenadas 39°15′4″N 84°20′53″O / 39.25111, -84.34806. Según la Oficina del Censo de los Estados Unidos, Montgomery tiene una superficie total de 13.72 km², de la cual 13.69 km² corresponden a tierra firme y (0.25%) 0.03 km² es agua.

## Demografía
Según el censo de 2010, había 10251 personas residiendo en Montgomery. La densidad de población era de 746,92 hab./km². De los 10251 habitantes, Montgomery estaba compuesto por el 89.86% blancos, el 2.68% eran afroamericanos, el 0.07% eran amerindios, el 5.55% eran asiáticos, el 0.03% eran isleños del Pacífico, el 0.38% eran de otras razas y el 1.42% pertenecían a dos o más razas. Del total de la población el 1.79% eran hispanos o latinos de cualquier raza.